# ترنچین
ترنچین (به اسلواکیایی: Trenčín)(به مجاری: Trencsén)(به آلمانی: Trentschin) با جمعیت ۵۵٬۳۳۳ در منطقه ترنچین، اسلواکی واقع شده‌است.